# Shemale

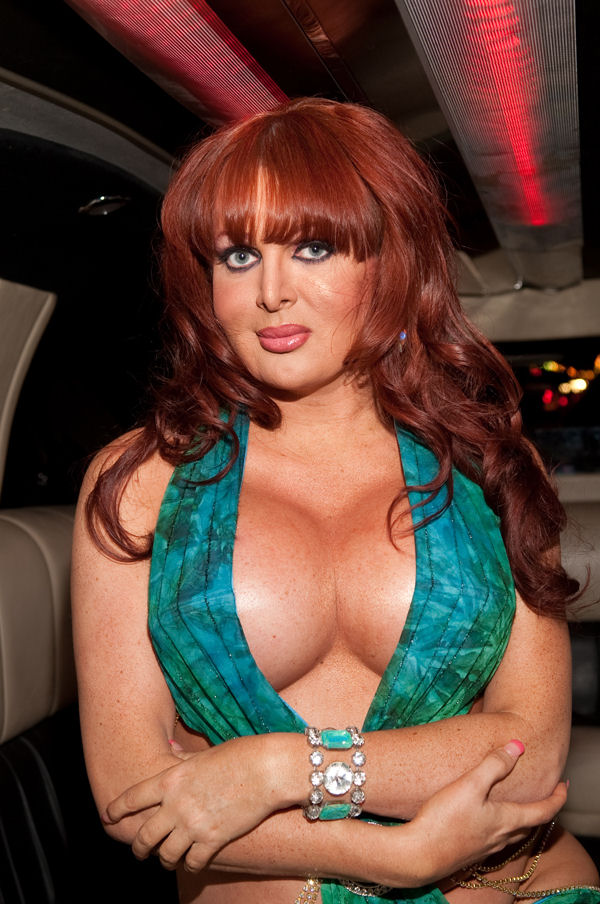
Wendy Williams, une actrice shemale.

Une shemale est un terme utilisé principalement dans l'industrie pornographique pour désigner une femme transgenre.
Le terme est aussi parfois utilisé dans des contextes non pornographiques

## Description
Mot qui provient de l'anglais she (qui signifie « elle ») et de male (qui signifie « mâle ») et dérivation du terme female (qui signifie « femme »), shemale est un terme utilisé pour désigner une femme transgenre (assignée homme à la naissance) ayant suivi un traitement hormonal féminisant (entraînant le développement de ses seins, une réduction de sa masse musculaire et la redistribution de ses graisses) et s'étant fait retirer toute pilosité considérée comme masculine, mais n'ayant pas (ou pas encore) subi d'opération chirurgicale visant à transformer son appareil génital.
L'expression, popularisée dans l'argot anglo-saxon et importée en français, est peu usitée au sein du milieu transgenre, et se voit surtout employée dans le vocabulaire du cinéma pornographique, dont elle désigne un sous-genre.
Shemale (ou she-male) est un anglicisme utilisé principalement dans le commerce du sexe pour décrire une femme trans ayant les organes génitaux masculins et les caractéristiques sexuelles secondaires féminines, ce qui inclut généralement des seins provenant d'une augmentation mammaire ou de l'utilisation d'hormones.
De nombreuses personnes transgenres considèrent le terme shemale comme offensant, y voyant une moquerie ou un manque de respect envers les personnes transgenres,, car le terme met l'accent sur le sexe natal d'une personne et néglige son identité de genre. Le fait d'utiliser le terme de shemale pour qualifier une femme trans implique souvent qu'elle travaille dans le commerce du sexe. L'expression est couramment utilisée dans la pornographie.
Le terme shemale a été utilisé depuis le milieu du XIXe siècle, il était un terme familier humoristique venant de female, désignant des femmes et en particulier des femmes agressives.

## L'utilisation académique
Certains biologistes ont utilisé shemale pour désigner des animaux mâles affichant des traits ou des comportements des femelles, tels que l'émission de phéromones femelles par les reptiles mâles,,,. Le biologiste Joan Roughgarden a critiqué l'utilisation de ce terme dans la littérature sur les reptiles, qui dit-elle est « dégradant et a été emprunté à l'industrie du porno ». Elle écrit que les termes mâle gynomorphique et femelle andromorphique sont à privilégier dans la littérature scientifique, en ajoutant, « j'espère que les travaux futurs sur ces animaux seront réalisés avec plus de professionnalisme ».
Le terme est également utilisé par certains psychologues pour désigner les personnes transsexuelles MtF qui n'ont pas subi de chirurgie génitale,.

### Termes connexes
D'autres termes d'argot pour she-male ont émergé du commerce du sexe ; ils comprennent tranny et des termes en rimes comme chicks with dicks ou sluts with nuts.
Certains chercheurs en santé mentale considèrent que l'attirance envers les personnes transgenres comme une paraphilie. John Money et Margaret Lamacz ont proposé une série de termes suivant cette idée.
La gynemimetophilia désigne l'attirance sexuelle pour les personnes assignées hommes qui ressemblent ou agissent comme des femmes, incluant les personnes dont le corps est génétiquement homme qui se travestissent. Il peut également se référer à une attirance pour les femmes trans. Un terme apparenté est gynemimesis qui se réfère à un homosexuel mâle qui usurpe l'identité femme, sans changement de sexe ou se réfère à l'adoption de caractéristiques femelles par un mâle.
Les termes ont été utilisés par Money à des fins de classification dans sa théorie du genre. Il a également proposé gynandromorph et gynemimetomorph comme termes techniques pour les femmes trans. Un gynandromorph est une personne dont le corps possède à la fois les caractéristiques masculines et féminines. Gynandromorphy est un terme d'étymologie grecque qui signifie avoir la morphologie et une taille moyenne à la fois pour une femme et pour un homme.
Le psychologue Ray Blanchard et le psychiatre Peter Collins ont inventé le terme gynandromorphophilia. Le sociologue Richard Ekins écrit que cette attraction peut inclure à la fois l'identification et l'objet du choix masturbatoire dans les scripts des "fantasy femaling". Blanchard a proposé que c'était une "autogynephilia partielle". Le psychiatre Vernon Rosario a appelé ses étiquettes des "chosifications scientifiques" lorsqu'elles sont appliquées à ceux qui sont attirés par les femmes trans.
En alternative au modèle paraphilique, les sexologues Martin S. Weinberg et Colin J. Williams ont utilisé le terme Men Sexually Interested in Transwomen (mstw), c'est-à-dire Hommes sexuellement intéressé par les femmes trans. Transfans, tranny chasers et des admirers sont d'autres termes d'argot désignant les personnes avec de telles préférences.

## Japon
Au Japon, le terme "New half" est utilisé pour désigner les personnes trans. Il s'agit d'une variation sur le terme familier "hafu"（moitié ou ハーフ) qui est couramment utilisé pour les Japonais métissés, ce qui suggère que les personnes transgenres sont un nouveau type de « moitié ».

## Autres utilisations
Depuis le milieu du XIXe siècle, le terme she-male a été appliqué à "presque toute personne qui semble avoir dépassé la norme du genre", y compris les hommes efféminés et les lesbiennes. Au début du 19e siècle, she-male a été utilisé comme un colloquialisme dans la littérature américaine pour femmes, souvent dans un sens péjoratif.
Davy Crockett utilise ce terme en ce qui concerne un match de tir lorsque son adversaire le défie de tirer près de l'épouse de son adversaire, Davy Crockett aurait répondu: "'Non, non, Mike, je suis sûr que ma main tremblera si ma flèche ne pointe pas à cent miles d'un shemale, je préfère déclarer forfait'".
Il a été utilisé à travers les années 1920 pour décrire une femme, généralement une féministe ou une intellectuelle. Flora Finch a joué dans La She-Male Sleuth, un film de comédie de 1920.
Le terme a pris une connotation négative au fil du temps et a été utilisé pour décrire une « femme haineuse » ou une « pute ». Au milieu des années 1970, il a été utilisé pour décrire une femme affirmée, "surtout une femme détestable, indigne de confiance ; une chienne".
Le terme a ensuite évolué vers un implicite sexuel. Dans son livre From Masculine To Feminine And All points In Between de 1990, Jennifer Anne Stevens défini she-male comme étant « généralement un mâle gay qui vit à temps plein en tant que femme ; un gay transgenre ». L'Oxford English Dictionary définit she-male comme "un homosexuels masculins passif ou travesti". Il a été utilisé dans l'argot pour désigner les gays, il est équivalent à tapette.

## Connotation
En 1979, Janice Raymond employait ce terme comme de façon péjorative pour désigner les femmes transgenres dans son livre controversé The Transsexuel Empire: The Making of The She-Male. Raymond et d'autres féministes culturelles comme Mary Daly font valoir qu'un "she-male" ou "male-to-constructed female" est toujours de sexe masculin et constitue une attaque envers le patriarcat, étant des hommes ayant l'essence d'une femme. Dans certaines cultures, il peut également être utilisé de façon interchangeable avec d'autres termes renvoyant à des femmes trans[réf. nécessaire].
Depuis le terme est devenu peu flatteur appliqué aux personnes MtF. Les psychologues Dana Finnegan et Emily Mcnally écrivent que le terme « tend à avoir des connotations dévalorisantes ».
Le professeur français John Phillips écrit que shemale est « un oxymore qui reflète par son impossibilité même les contradictions de la pensée binaire et de la réduction de la fracture entre le masculin et le féminin ». L'auteur trans Leslie Feinberg écrit que « "he-she" et "she-male" décrivent l'expression de genre de la personne avec le premier pronom puis le sexe de naissance avec le deuxième. La fracture entre ces signaux révèle une crise du langage et la contradiction sociale que le sexe et le genre sont censés correspondre ».
Le Gay & Lesbian Alliance Against Defamation affirme que le terme est une « calomnie déshumanisante » et ne doit pas être utilisé « sauf dans une citation directe qui révèle le préjugé de la personne citée ».
Certaines ont adopté le terme pour se qualifier elles-mêmes, souvent dans le contexte de l'industrie du sexe,. L'auteur Kate Bornstein dont l'identité de genre est non-conforme a écrit qu'une de ses amies qui s'auto-identifie comme « she-male » se décrit comme ayant « des seins, une épaisse chevelure, beaucoup de maquillage, et une bite ».
Les sexologues Mildred Brown et Chloé Rounsley ont dit, « Les she-males sont des hommes, souvent dans la prostitution, la pornographie, ou le divertissement pour adultes, qui ont subi une augmentation mammaire mais ont maintenu leurs organes génitaux ».
Selon les professeurs Laura Castañeda et Shannon Campbell de l'École de Journalisme Annenberg de l'Université de Californie du Sud, utiliser le terme she-male pour une femme trans serait très mal vu car cela implique qu'elle travaille « dans le commerce du sexe ». Il peut être considéré comme diffamatoire". Melissa Hope Ditmore du Trafficked Persons Rights Project note que le terme "est une invention de l'industrie du sexe, et la plupart des femmes trans le trouvent odieux". La biologiste et militante transgenre Julia Serano note qu'il reste « péjoratif ou sensationnaliste ». Selon la chroniqueuse de sexe Regina Lynn, "Les commerçants du porno utilisent 'she-male" dans le but précis de vendre du porno à des mecs hétéros sans déclencher leur homophobie — ce qui n'a rien à voir avec la réalité des personnes transgenres (et n'aide pas les hommes à surmonter leur homophobie non plus)". Selon la chroniqueuse de sexe Sasha, "Le terme shemale est utilisé dans ce contexte pour désigner un persona de fétiche sexuel et n'est généralement pas utilisé par les femmes transgenres à l'extérieur du travail du sexe. Beaucoup de femmes transgenres sont offensées par cette catégorisation et s'appellent elles-mêmes T-girls ou trans".

## Dans la culture populaire
En plus de son utilisation dans la pornographie, le terme a été utilisé comme une pointe ou un effet rhétorique. Dans le cadre du 42nd Street Art Project en 1994, le concepteur de Adelle Lutz a transformé une ancienne boutique de Times Square appelée American Male en "American She-Male", avec des mannequins aux couleurs vives et des vêtements faits de préservatifs. L'épisode de 2004 d'Arrested Development intitulé "Sad Sack" contient un gag où Maeby convainc Lindsay de porter un t-shirt sur lequel il est écrit "Shémale" pour de convaincre un prétendant de Lindsay qu'elle est transgenre. Le critique de cinéma Manohla Dargis a écrit au sujet de l'absence de "femmes vraies" dans les blockbusters de l'été, dénonçant les hommes dans les comédies de Judd Apatow qui agissent comme des femmes : "ce ne sont pas les" she-males " que vous trouverez dans les pages de The Village Voice. Les hommes d'Apatow à l'écran sont anatomiquement intacts : ils sont émasculés mais pas castrés, ce qui vous rappelle les images fréquentes d'organes génitaux à l'air dans Forgetting Sarah Marshall".
Le mot a créé une vive controverse lorsqu'il a été utilisé au cours de l'épisode quatre de la Saison 6 de Rupaul's Drag Race. L'émission de radiodiffusion de la station, Logo TV, a diffusé une déclaration le 14 avril 2014 : « Nous tenions à remercier la communauté pour partager leurs préoccupations à propos d'une utilisation récente du terme 'she-mail' sur Drag Race. Logo a retiré l'épisode de l'ensemble de nos plates-formes et ce problème n'apparaît plus. En outre, nous éliminons l'intro "You've got she-mail" des prochains épisodes de la série. Nous n'avons pas l'intention d'offenser, mais rétrospectivement, nous nous rendons compte que c'était un manque de sensibilité. Nous nous excusons sincèrement ».